# Maurice Evans
Pour les articles homonymes, voir Maurice Evans (homonymie) et Evans.
Maurice Evans, né le 3 juin 1901 à Dorchester (Dorset) et mort le 12 mars 1989 à Rottingdean (East Sussex), est un acteur britannique. À l'origine il s'est consacré au répertoire Shakespearien, il acquiert la popularité en jouant Hutch dans Rosemary's Baby et surtout le Dr Zaius dans La Planète des singes, et aussi pour avoir incarné le rôle du père de Samantha Stevens dans la série télévisée Ma sorcière bien-aimée.

## Filmographie
- 1929 : White Cargo : Langford
- 1930 : Should a Doctor Tell? : Roger Smith
- 1930 : Raise the Roof : Rodney Langford
- 1932 : Marry Me : Paul hart
- 1932 : Maryrose et Rosemary (Wedding Rehearsal) d'Alexander Korda : Tootles
- 1933 : The Only Girl : Didier
- 1934 : Path of Glory : Anton Maroni
- 1935 : Checkmate : Phillip Allen
- 1935 : Bypass to Happiness : Robin
- 1935 : Scrooge : Poor man
- 1951 : Kind Lady : Henry Springer
- 1952 : Androclès et le Lion (Androcles and the Lion) de Chester Erskine : Caesar
- 1953 : The Story of Gilbert and Sullivan : Arthur Sullivan
- 1953 : Hamlet : Hamlet
- 1954 : Richard II : Richard II
- 1956 : La Mégère apprivoisée : Petruchio
- 1957 : Twelfth Night : Malvolio
- 1960 : Macbeth de George Schaefer (TV) : Macbeth
- 1964-1972 : Ma sorcière bien-aimée : Maurice
- 1965 : The War Lord : Priest
- 1966 : One of Our Spies Is Missing : Sir Norman Swickert
- 1966 : Batman : Puzzler (Énigme et Ballon, en version française)
- 1967 : Los Traidores de San Ángel : James Keefe
- 1967 : Jack of Diamonds' : Nicolai Vodkine
- 1968 : La Planète des singes (Planet of the Apes) : Dr Zaius
- 1968 : Tarzan and the Four O'Clock Army : Sir Basil Bertram
- 1968 : Rosemary's Baby : Edward 'Hutch' Hutchins
- 1969 : U.M.C. : Dr Easler
- 1969 : The Body Stealers (en) : Dr Matthews
- 1970 : Le Secret de la planète des singes (Beneath the Planet of the Apes) : Dr Zaius
- 1970 : The Brotherhood of the Bell : Harry Masters
- 1972 : Search : Roger White
- 1973 : The Six Million Dollar Man : Solid Gold Kidnapping : Chairman of the Board
- 1973 : Terror in the Wax Museum : Inspecteur Daniels
- 1974 : Le Fantôme de Canterville : Lord Canterville
- 1975 : Columbo : La Femme oubliée (Forgotten Lady) (Série TV) : Raymond
- 1979 : Un vrai schnock : Navin's Butler Hobart
- 1980 : The Girl, the Gold Watch & Everything : Mr Leroy Wintermore
- 1983 : Le major parlait trop (A Caribbean Mystery) : Major Geoffrey Palgrave